# Rishod Sobirov
Rishod Sobirov (Bukhara, 11 de setembro de 1986) é um judoca do usbeque que atua na categoria até 60 quilos.
Obteve três medalhas de bronze Olimpíadas: Pequim 2008, Londres 2012 e Rio de Janeiro 2016, sendo nesta última, ao vencer ao esloveno Adrian Gomboč.